# Carambolages
Carambolages is een Franse comedyfilm uit 1963 geregisseerd door Marcel Bluwal, met in de hoofdrollen Jean-Claude Brialy en Louis de Funès.

## Verhaal
Paul Martin (Jean-Claude Brialy) is een jonge werknemers in een Frans bedrijf, die heel snel carrière wil maken. Om deze reden is het getrouw met de dochter van Norbert Charolais (Louis de Funès), de baas van het bedrijf. Norbert heeft echter een hekel aan vriendjespolitiek, waardoor de promotie er niet snel zal komen. Paul begint daarom te werken aan een nieuw plan, om Norbert in diskrediet te brengen zodat hij moet aftreden...

## Cast
| Acteur             | Personage           |
| ------------------ | ------------------- |
| Jean-Claude Brialy | Paul Martin         |
| Louis de Funès     | Norbert Charolais   |
| Michel Serrault    | Commissaris Baudu   |
| Sophie Daumier     | Solange             |
| Anne Tonietti      | Danielle Brossard   |
| Henri Virlojeux    | Brossard            |
| Alfred Adam        | Hubert Beaumanoir   |
| Marcelle Arnold    | Mademoiselle Andréa |
| René Clermont      | Frépillon           |
| Jacques Dynam      | Macheron            |
| Paul Gay           | TV presentator      |
| Gilberte Géniat    | Madame Brossard     |
| Jean Ozenne        | D'Aleyrac           |